# 长耳鳞尾松鼠
長耳鱗尾松鼠（Idiurus macrotis）是西非及中非的小鱗尾松鼠屬。牠們並非松鼠或老鼠。由於很難飼養，所以對牠們所知甚少。
除非在飛行，長耳鱗尾松鼠平時會收起其飛膜。當四肢伸直，飛膜就會拉緊，而長耳鱗尾松鼠就可以滑翔。牠們大部份時間都棲於樹上，在樹孔中群居，成員約2-40隻。相信牠們主要是吃果實。牠們的尾巴很長，有鱗片可以幫助攀樹。尾巴較身體長，可以像靈長目幫助平衡身體。牠們長約20厘米及重30克。